# Gélatine de peau d'âne

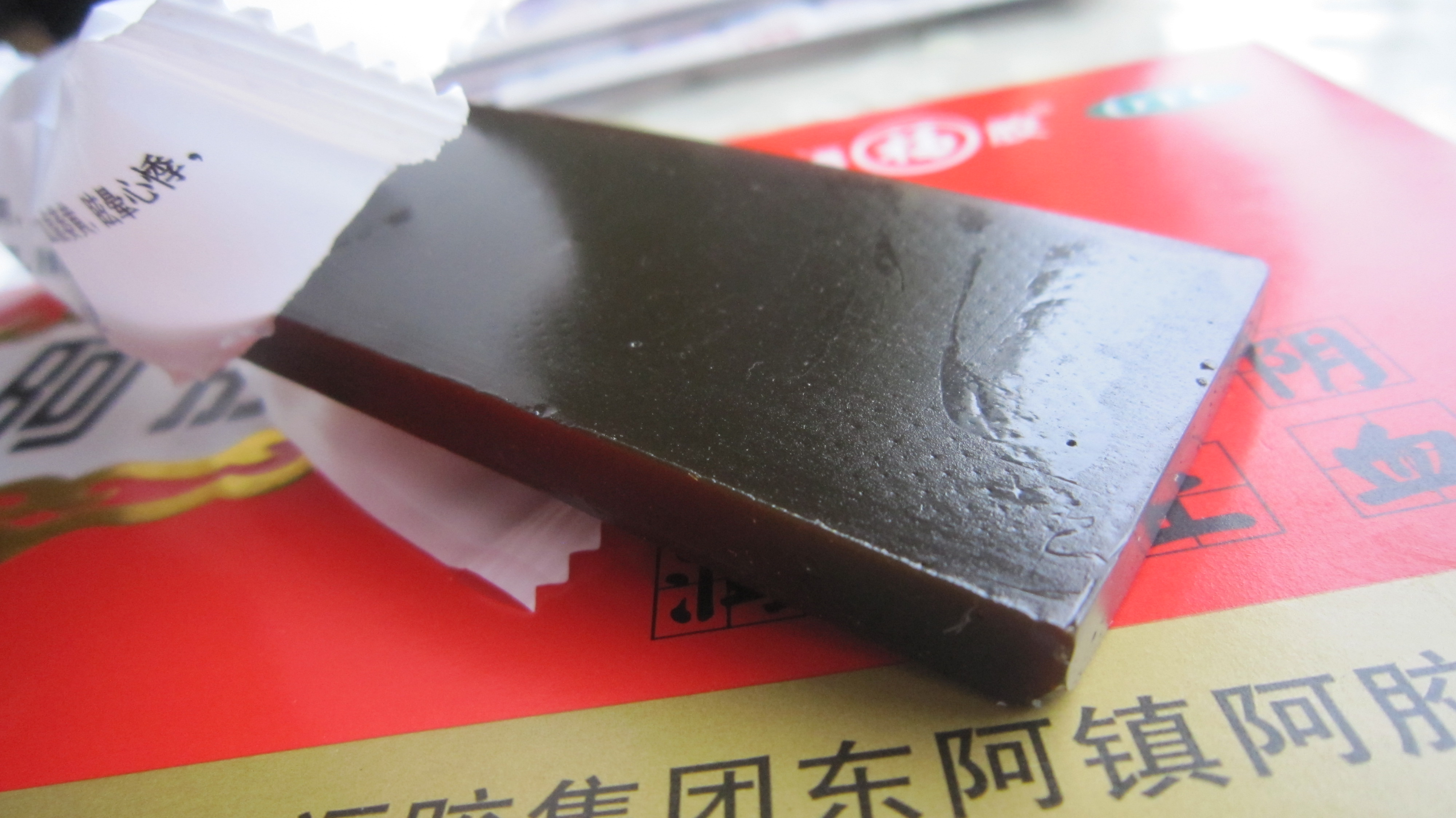
Une plaquette.

La gélatine de peau d'âne ou ejiao est une substance issue de la peau de  utilisée notamment dans la médecine traditionnelle chinoise mais aussi pour la fabrique de gâteaux par les Chinois.
Cette gélatine est fabriquée à partir de protéines de collagène de la peau des ânes. Elle est censée aider à soulager les saignements, les étourdissements, l'insomnie et la toux,.

## Production intensive
La production d'ejiao s'est industrialisée au tournant du 21e siècle et dans les années 2020, la consommation d'ejiao équivaut à 4 à 5 millions de peaux par an, soit près d'un dixième de la population mondiale d'ânes. Le cheptel chinois a chuté de 11 millions au début des années 1990 à seulement 2 millions, et l'attention s'est alors portée sur les peaux africaines.
Sa consommation est une menace pour l'espèce, qui a presque disparue en Chine, notamment en Afrique, et plus spécialement en Afrique du Sud où ils sont volés à leurs propriétaires, ainsi que dans les pays voisins, avant d'être dépecés dans d'atroces souffrances.